# Tramwaje w Limhamn
Tramwaje w Limhamn − zlikwidowany system komunikacji tramwajowej, działający w latach 1910–1914, w szwedzkim mieście Limhamn (obecnie część Malmö). 

## Historia
10 lutego 1910 powstała spółka AB Stranden, której celem była budowa nowych łaźni oraz budowa linii tramwajowej ułatwiającej dostanie się do łaźni. Linię tramwaju konnego otwarto 1 lipca 1901. Tramwaj połączył Limhamns station ze Stranden. Tramwaje poruszały się po torach o szerokości 981 mm. Linię zamknięto 12 września tego samego roku. Ponownie ruch na linii wznowiono w połowie maja 1911 i w połowie września go zawieszono. Ostatecznie linię zlikwidowano we wrześniu 1914. 

## Tabor
W eksploatacji był wagon o nr 2 wyprodukowany przez Ludvig Rössels Mek Verkstad w 1910. 